# Engelmanshoven
Engelmanshoven is een dorp in de Belgische provincie Limburg en een deelgemeente van Sint-Truiden, het was een zelfstandige gemeente tot aan de gemeentelijke herindeling van 1971.
Engelmanshoven is een Haspengouws landbouwdorp. Het dorp ligt op 6 kilometer ten zuidoosten van Sint-Truiden langs de N3, de verbindingsweg tussen de stad en Luik.

## Etymologie
Engelmanshoven werd in 929 voor het eerst vermeld als Engilmandershoven, Germaans voor "hoeve van Angilamund".

## Geschiedenis
De vondst van het grafveld van Engelsmanshoven, een Merovingisch grafveld (5e-7e eeuw) bewijst dat er reeds vroeg bewoning was. Er werden vijftig graven blootgelegd, waarin ook wapens, keramiek, glaswerk en andere gebruiksvoorwerpen werden aangetroffen.
Engelmanshoven en het gehucht Vrijheers, dat ten zuiden van het dorp lag, vormden reeds vroeg een parochie, toegewijd aan Johannes de Doper. Zij hing af van de abdij van Sint-Truiden dat het gebied in de 10e eeuw had verkregen. Later hingen beide af van de heerlijkheid Gelinden. In Vrijheers bevond zich de Sint-Antoniuskapel, welke bediend werd door de parochie van Engelmanshoven.
In de 18e eeuw werden Engelmanshoven en Vrijheers gescheiden door de aanleg van de steenweg naar Luik. In 1795 bij het ontstaan van de gemeenten werd Engelmanshoven samen met Vrijheers een zelfstandige gemeente. Het oorspronkelijke dorp dat ten noorden van de weg lag, verplaatste zich vanaf het begin van de 20e eeuw samen met de kerk zuidwestwaarts naar de overkant van de steenweg.
In 1971 werd de gemeente opgeheven en werd Engelmanshoven samen met Gelinden, Groot-Gelmen en Klein-Gelmen samengevoegd tot de nieuwe fusiegemeente Gelmen. Hierbij werd het gedeelte ten noorden van de N3 afgestaan aan Gelinden. In 1977 werd de gemeente Gelmen reeds opgeheven en werd Engelmanshoven een deelgemeente van Sint-Truiden.

## Bezienswaardigheden
- De Sint-Jan Baptistkerk uit 1905-1908 is een neogotische kerk.
- Het Zwart Huis, aan Sint-Jansberg 26, een hoeve uit 1745.

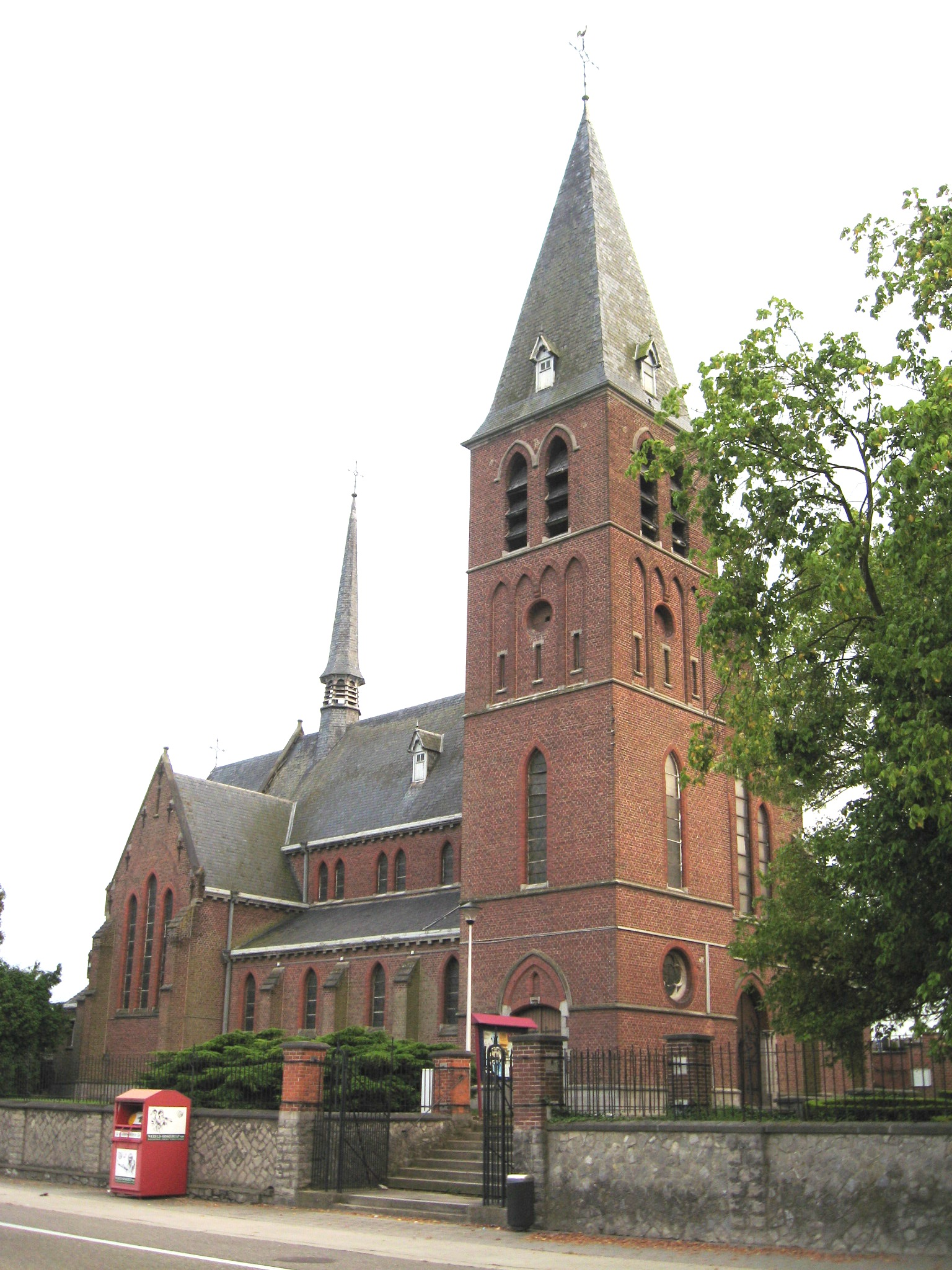
De Sint-Jan Baptistkerk

## Natuur en landschap
Engelmanshoven ligt op de grens van Vochtig- en Droog-Haspengouw. Het hoogste punt ligt op 105 meter, bij Vrijheers. Naar het oosten toe, in de richting van de vallei van de Herk, wordt de hoogte minder. Landbouw en fruitteelt zijn de bestaansmiddelen.

## Demografische ontwikkeling
- Bronnen: NIS en www.limburg.be - Opm:1831 t/m 1970=volkstellingen
- 1971:het gebied ten noorden van de N3 werd afgestaan aan Gelinden

## Nabijgelegen kernen
Gelinden, Boekhout, Mielen-boven-Aalst, Aalst, Brustem, Groot-Gelmen, Klein-Gelmen
Deelgemeenten: Aalst · Brustem · Duras · Engelmanshoven · Gelinden · Gorsem · Groot-Gelmen · Halmaal · Kerkom-bij-Sint-Truiden · Ordingen · Runkelen · Sint-Truiden · Velm · Wilderen · Zepperen

Overige kernen: Bevingen · Kortenbos · Melveren · Metsteren · Senselberg

Belgische gemeenten · Arrondissement Hasselt · Limburg · Vlaanderen